# ولاستا فابینووا
ولاستا فابینووا (چکی: Vlasta Fabianová؛ ‏ ۲۹ ژوئن ۱۹۱۲ – ۲۶ ژوئن ۱۹۹۱) بازیگر اهل چکسلواکی بود.
از فیلم‌ها یا برنامه‌های تلویزیونی که وی در آن نقش داشته‌است، می‌توان به حلقه ازدواج اشاره کرد.